# Żelazny Most
Żelazny Most is een dorp in de Poolse woiwodschap Neder-Silezië ten noordwesten van Wrocław. 

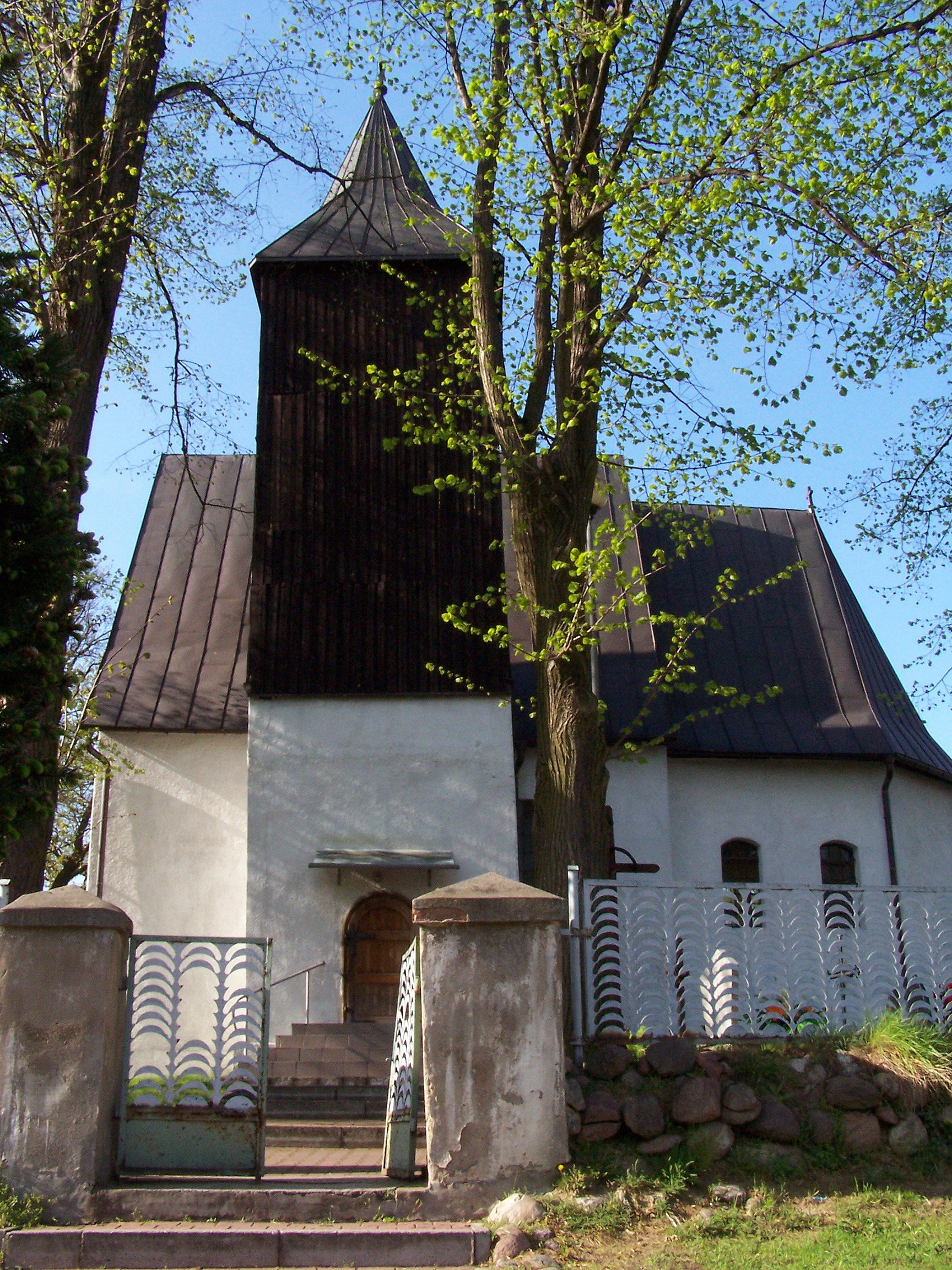
Sint Barbarakerk in Żelazny Most

De plaats maakt deel uit van de gemeente Polkowice en telt 180 inwoners. De naam betekent in het Pools "ijzeren brug". In de buurt ligt een groot reservoir dat naar deze plaats is vernoemd.
In het dorp ligt de Sint Barbarakerk.
Tot 1945 maakte Eisemost deel uit van het Duitse Rijk en had een Duitstalige bevolking. Sinds de Tweede Wereldoorlog ligt Żelazny Most in Polen; de Duitse bevolking werd verdreven.